# Marie Stejskalová (hospodyně)
Marie Stejskalová (24. srpna 1873, Jamné – 2. června 1968, Brno), byla hospodyně v rodině hudebního skladatele Leoše Janáčka, podle jejího vyprávění sepsala Marie Trkanová knihu U Janáčků.

## Život
V osmi letech se přestěhovala s celou rodinu z Jamného do Brna, kde prožila celý život. Vyučila se švadlenou. Do služby k rodině Janáčků vstoupila v 21 letech a pracovala zde po 44 let. Po smrti Zdenky Janáčkové v roce 1938 se přestěhovala do Brna-Židenic. V devadesáti letech se ubytovala v Domově důchodců Na Kociánce v Králově Poli.

## U Janáčků
Marie Trkanová zpracovala její vzpomínky do knihy U Janáčků, která se dočkala již třech vydání, poslední proběhlo v roce 1998 v nakladatelství Šimona Ryšavého. Dílo podává obraz života Leoše Janáčka a jeho ženy Zdenky. Pojednává o zvratech v jeho soukromém i uměleckém životě. Lze zde najít též pozadí jeho umělecké tvorby a to, jak se úspěch Janáčkovy hudby projevoval v manželském životě skladatele.
Na sklonku života s ní natočila Československá televize dokument.